# Греъм Суифт
Греъм Суифт (на английски: Graham Colin Swift) е английски писател на съвременна литература, който получава признание през 80-те години на 20 век.

## Биография
Роден е 4 май 1949 г. в Лондон, Англия, в семейството на държавния служител Алън Стенли и Шайла Ирен Суифт. Израства в родния си град. В периода 1954-1960 г. учи в езикова гимназия „Кройдън“, а през 1960-1966 г. в колежа „Дулуич“. През 1970 г. завършва с бакалавърска степен колежа „Куин“ в Кеймбриджкия университет, а през 1973 г. с магистърска степен Университета в Йорк.
Работи като учител по английски език на непълно работно време в колежи в Лондон в периода 1974-1983 г. От 1975 г. работи като журналист и редактор в „Candice Rodd“.
В края на 60-те години посещава България.
Книгата му Земя от водата, публикувана през 1983 г., е преведена на няколко езика (вкл. български) и по нея е заснет едноименен филм.
В течение на годините Суифт печели няколко престижни литературни награди и става член на Кралското общество за литература.

## Произведения

### Романи
- 1980 The Sweet-Shop Owner („Собственикът на магазинче за сладки“)
- 1981 Shuttlecock („Совалката“) – награда „Джефри Фейбър“
- 1983 Waterland („Мочурища“, в бълг. изд. преведено като „Земя от водата“)
- 1988 Out of This World („Някъде извън този свят“)
- 1992 Ever After („Дори след това“)
- 1996 Last Orders („Последни поръчки“) – награди „Букър“ и „Дж. Т. Блек“
  - Последни поръчки, София: Кръг, 2024, (пр. Ю. Лучев), ISBN 9786192650506
- 2003 The Light of Day („Светлината на деня“)[2][3]
- 2007 Tomorrow („Утре“)[4]
- 2011 Wish You Were Here („Бихме искали да си тук“)[5]
- 2016 Mothering Sunday: A Romance (2016) ISBN 978-1-101-94752-4
- 2020 Here We Are

На български
- Земя от водата (съдържа два романа – Земя от водата и Совалката). Превод от английски Борис Стоянов. София: Народна култура, 1989, 560 с.

### Разкази (сборници)
- 1982 Learning to Swim („Уча се да плувам“)
- 2008 Chemistry („Химия“)

### Документалистика
- Making an Elephant (2009)

### Филмография
- 2001 Last Orders – по романа
- 1992 Waterland – по романа
- 1991 Shuttlecock – по романа